# 日產Juke
日產Juke（日语：日産・ジューク）是日本日產汽車自2010年起開發製造的次緊湊型跨界休旅車，在中國大陆以“英菲尼迪 ESQ”的名义发行。
車名“Juke”，源自美式足球防備時快速變換隊形之意。

## 歷史

### 第一代（2010年-2019年）

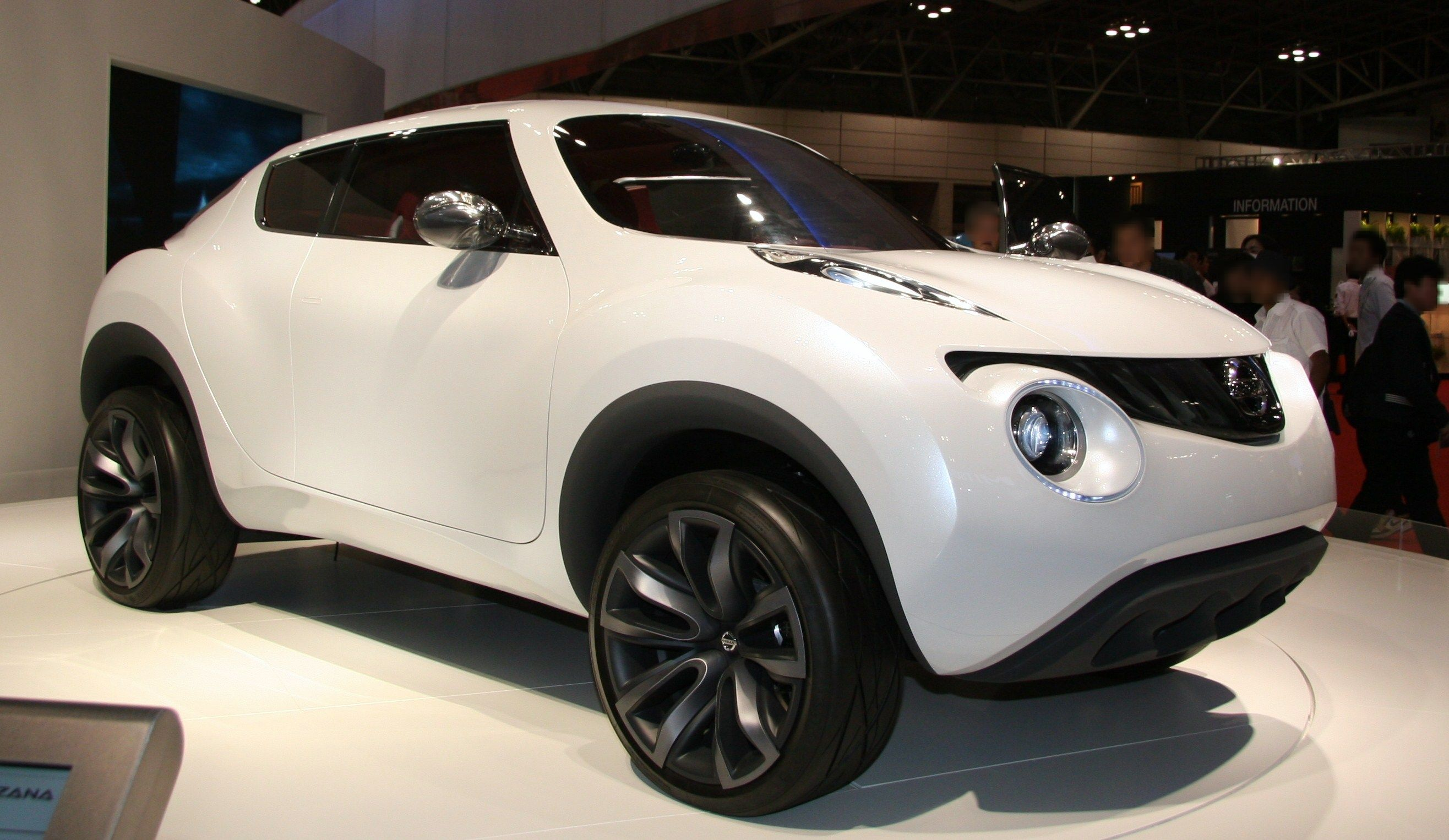
日產Qazana概念车

2009年2月11日，日产宣佈在2009年度的日內瓦車展所公開的“日產Qazana”概念車将由英國分公司生產製造以供應歐洲地區，至於其他市場則交由日产在日本的橫須賀市工廠負責，且四輪驅動車型專門由後者負責2010年6月9日，Juke在日本正式上市，9月在英國開賣，10月則延伸至其他歐洲國家和美國。
雖然Juke虽然在空间方面广受诟病，但憑藉著鮮明奇特的跨界休旅造型，2010年10月在全球出售超過5萬輛，造成熱賣的局面。
日規Juke初期只搭载1.5升直列四缸自然吸气引擎（代号HR15DE）引擎，歐規搭载1.6升直列四缸自然吸气引擎（HR16DE），或者是雷諾汽車提供的1.5升直列四缸渦輪增壓柴油引擎（代号K9K DCI）。2010年10月后歐规和美规追加1.6升直列四缸渦輪增壓引擎（代号HR16DDT），一个月后日规追加HR16DDT配置。
2011年5月30日，由日產汽車子公司Autech Japan操刀設計的“Urban Selection”配件發售，包括金屬色水箱護罩、運動化避震器、17吋鋁合金輪圈、215/55R17跑車胎、Urban Selection專屬銘牌、淡色隔熱玻璃、電動折疊式後照鏡、引擎啟動按鈕、智能鑰匙、前霧燈等配備，后于2012年10月3日推出“Urban Selection Stylish Black Package”款式。
2012年8月14日，美规Juke推出“Midnight”特别款，搭载17吋黑色烤漆輪圈、藍寶石黑色烤漆的尾翼與後視鏡外殼等配備。
Nismo款式

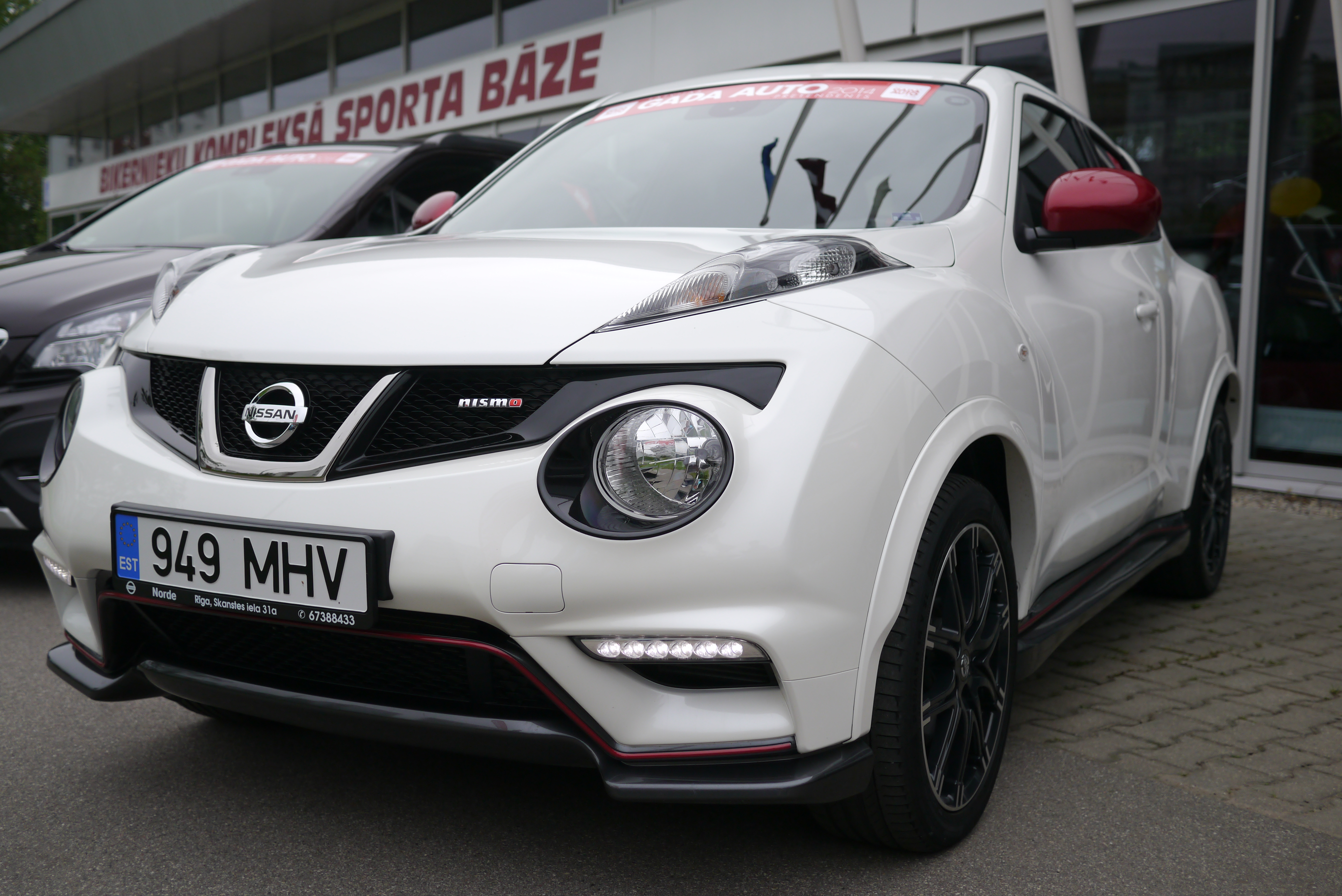
攝於拉脫維亞的Juke Nismo

于2013年2月在英國、日本與歐洲等地開始发行。外觀包含前後保桿擾流套件、側裙、網狀氣壩、後擾流尾翼、艷紅色後視鏡外蓋、LED晝行燈、225/45R18跑車胎、18吋燻黑放射式鋁圈、跑車尾管，內裝則有紅色縫線與Nismo徽飾點綴的賽車桶椅、Alcantara麂皮與真皮方向盤，其餘在中控台、中央扶手與門內扶手，排檔桿、儀表板、門檻等處皆有Nismo徽飾。
性能方面，1.6升直列四缸渦輪增壓引擎經過重新調校，可輸出200匹马力/6000rpm和250牛米/5600rpm的扭矩，美規为220匹马力/6300rpm和285牛米/3,600rpm。配合六速手排變速箱，可在7.8秒内完成百公里加速，最高时速210KM/H。此外，Juke Nismo的轉向系統和底盤重新調整，懸吊阻尼強化10%，以提高其操控性；車身塗裝則有風暴白、珍珠黑與刀鋒銀等三種專屬顏色供選擇。
2013年6月4日，台湾裕隆汽車开始引进Juke，可选两种配置，搭载1.6升直列四缸自然吸气或涡轮增压引擎（代号MR16DE/MR16DDT），可选前置前驅或前置四驅两种款式，標準配備有多功能方向盤、巡航定速系統、電動摺疊式後視鏡、藍牙通訊系統、Push Start引擎啟動系統、AUX-IN多媒體擴充介面、恆溫空調、雙前座氣囊與雙前座側氣囊、ABS+BAS+EBD三合一煞車系統、VDC車輛動態穩定控制系統、TCS循跡防滑控制系統等，高階渦輪增壓車型則多出車側氣簾、色調皮革座椅、雙前座電熱座椅、變速箱手動換檔功能等。
2013年6月，为了符合欧六排放标准，日產汽車英國分公司宣佈優化1.5升直列四缸渦輪增壓柴油引擎。改善步驟包括改良壓電式噴油嘴，以便控制噴油更為精準。另有一套低壓廢氣再循環系統，可讓廢氣先行冷卻後再導回進氣系統，並搭配更新的幾何可變渦輪增壓系統，以提升動力效率。汽門挺桿施以類鑽石鍍膜處理，以降低引擎運作的震動與摩擦阻力，並新設怠速熄火系統。同時也調整手排變速箱的齒比，使得在低轉速域的加速反應更敏捷。經過種種調整措施，維持110匹最大馬力不變，扭矩较之前提升20牛米。
2013年8月26日，Juke小改款，新增怠速熄火系統，使得油耗表現從17.2km/L提昇至18.0km/L；且增加VDC車身動態穩定系統、推出特别款式“15RX Personal Package”，而在美国更与知名电影《星際大戰》合作，使用角色“帝國風暴兵”进行宣传，同年10月14日起，韓國日產正式在韓國市場發售Juke，只有1.6升直列四缸涡轮增压引擎一个配置可选，同月英规Juke進軍澳大利亞，分成1.6升自然進氣與渦輪增壓直列四缸兩種動力配置。

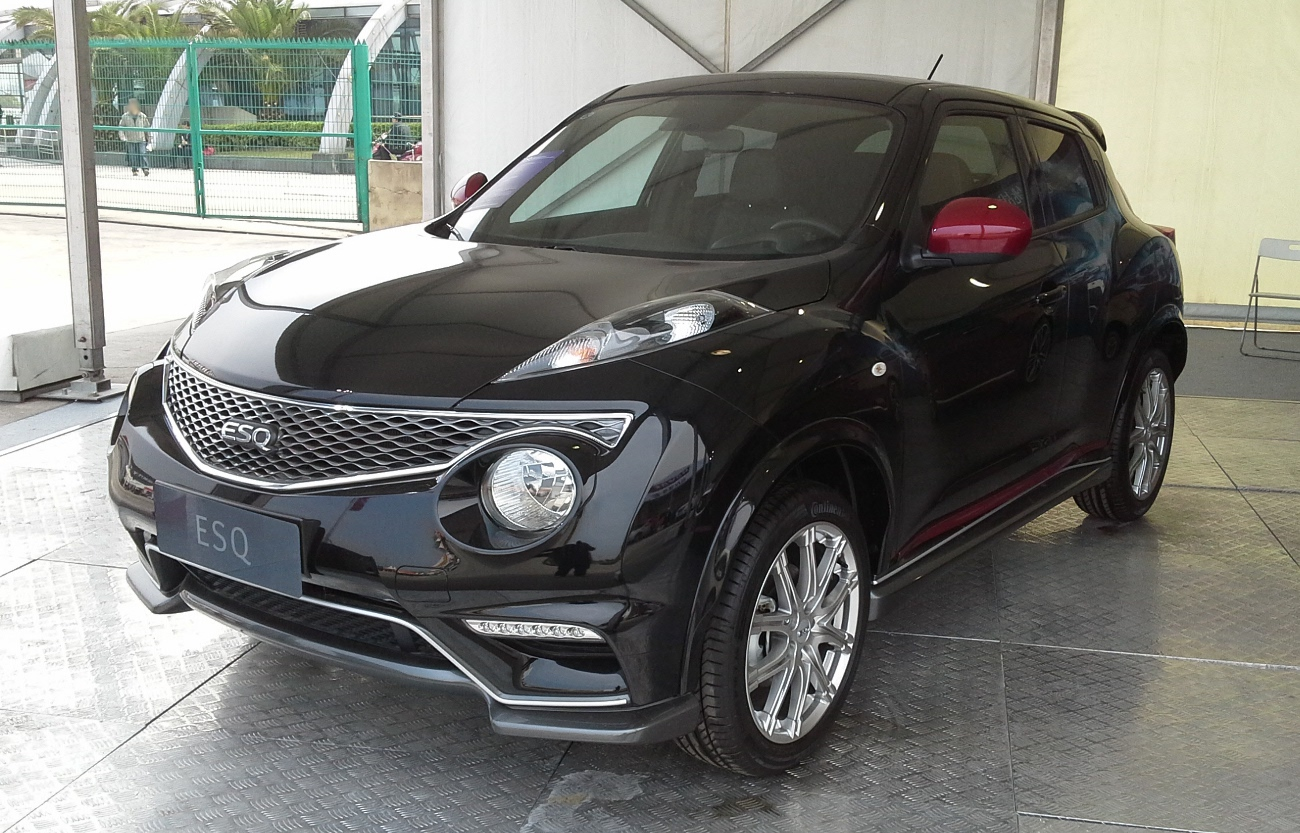
英菲尼迪ESQ

2014年的成都車展，英菲尼迪ESQ亮相并开始在中国大陆地区发行，本質上這是一輛更換廠徽銘牌的Juke，但更为豪华，搭载1.6升直列四缸渦輪增壓引擎（代号HR16DDT）。
同年5月20日臺灣推出限量60部的「星戰特仕版」，含有許多強烈對比色的星戰外觀套件、眩耀紅及雪奔白專屬車色、五輻十肋式17吋鋁合金輪框等配備。同年7月14日日本市場實行第二次小改款，動力與配備沒有太大更動，變革重點在於雙LED大燈組、後視鏡罩LED轉向燈、回力鏢形頭尾燈、魚鱗狀進氣壩等。為了紀念日產汽車80周年社慶，同時推出「15RX 80th Special Color Limited」特仕車。一直到11月19日，第二度小改款的車型才引進臺灣市場。
2014年11月11日，日规推出“NISMO RS”特别車型，搭配附八速手動換檔模式設定的Xtronic CVT無段變速箱，最大馬力提高至214匹，扭矩提高到255牛米。煞車系統方面，加大前煞車盤直徑，後輪採用通風碟盤，升級煞車卡鉗與來令片。升級至18吋鋁圈，重新調校ALL MODE 4X4-i四輪驅動系統和車速感應式電動動力輔助方向盤。無獨有偶地，同年12月18日於英國、歐洲等地推出。
Juke-R特别款式

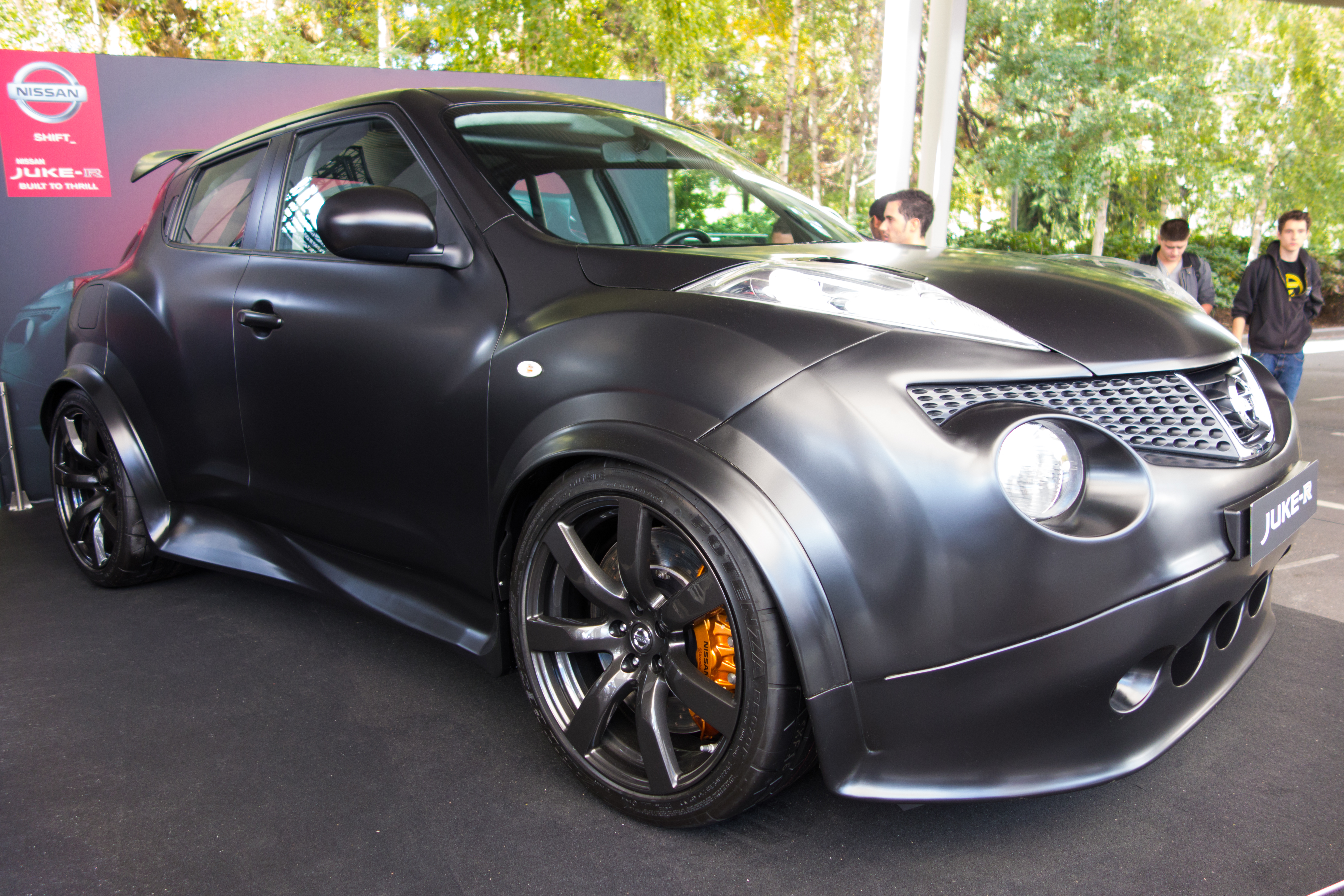
Juke-R

由日产和RML集团在2011年10月共同打造，各生产左驾和右驾车型1部，2012年5月开始面向欧洲地区生产，生产5部。
Juke-R配备了和日产GT-R一致的3.8升双涡轮增压V6引擎（代号VR38DETT）以及GT-R的底盘、刹车、轮胎、6速自动双离合变速箱，百公里加速3.7秒，可输出485匹马力。外观经过重新设计，后于2015年的古德伍德速度节展出了Juke-R 2.0车型，马力提升到600匹。
2015年11月18日，日規廢除“15RS”款式，將緊急煞車系統和LDW車道偏離警示系統列為標準配備，同时推出“15RX V Selection”特别款式。同年12月22日推出和日本AAA乐队联名的“Juke AAA Edition”特别款式。基于“15RX V Urban Selection”款式為基礎，外加專屬水箱護罩、後視鏡蓋、車尾牌照飾框、排氣尾管、真皮包覆方向盤、金屬腳踏板、綴有紅底黑字“AAA”字樣的17吋鋁圈、七種車色塗裝等，並修改懸吊系統以降低車身高度。
2016年1月6日，臺灣裕隆汽車推出限量70部的“個性特仕版”，提供後視鏡、車門把手、車頭燈飾蓋和前保桿飾條等個性化套件。同年7月14日日規版部份改良，新增“Style Black Package”配件，需加價购买。
2018年3月、2019年12月、2020年6月，第一代Juke陆续在美国、欧洲、日本市场停止发行。

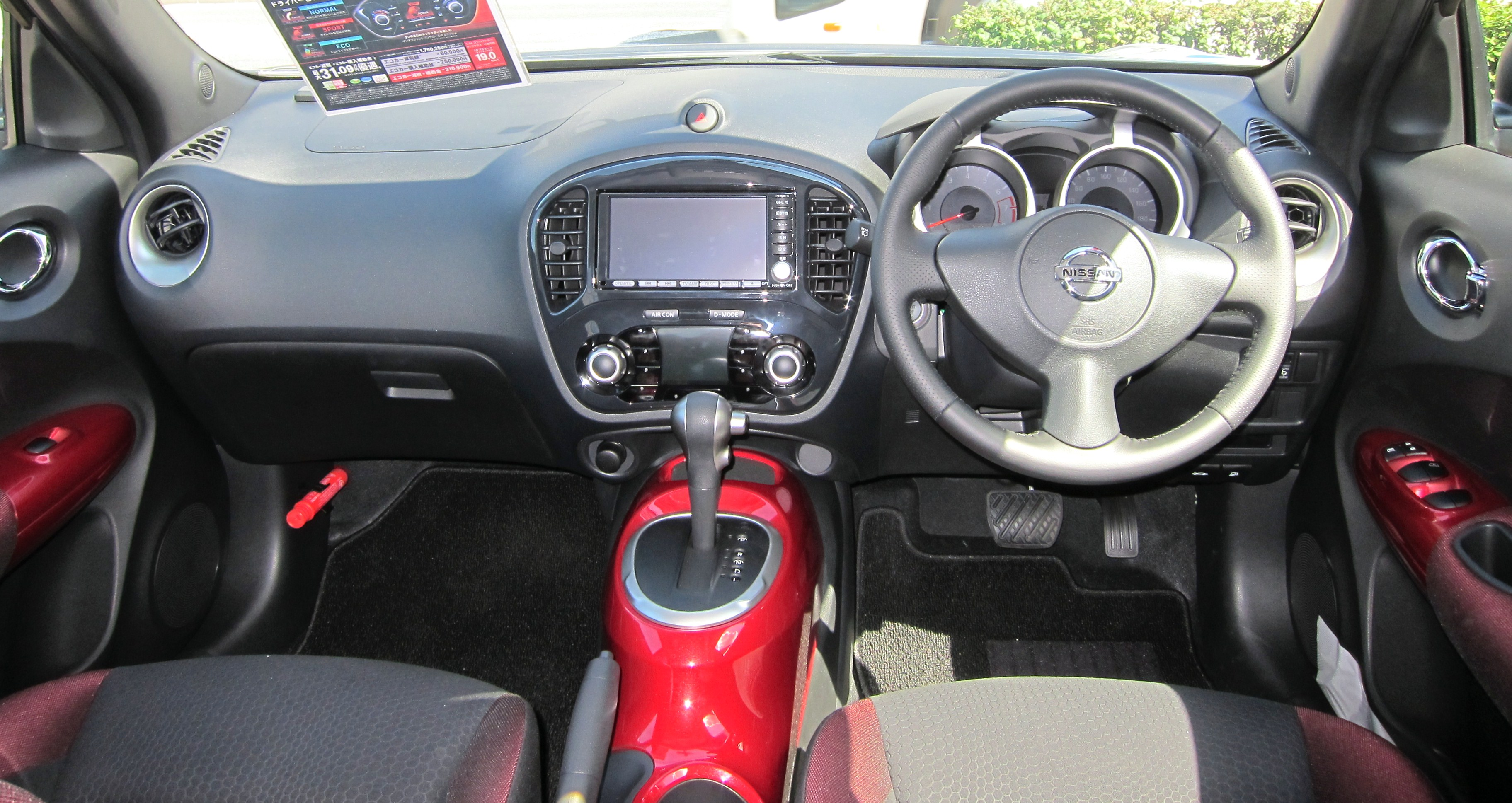
日規版15RX內裝
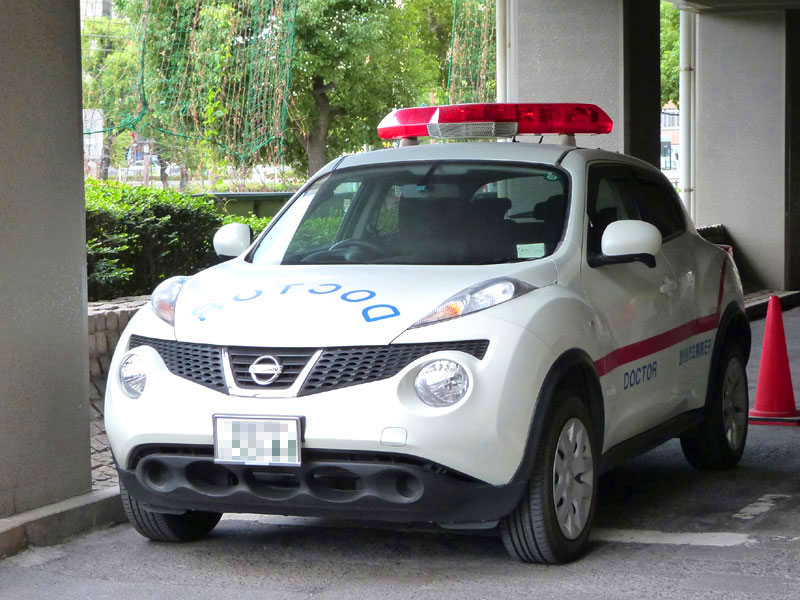
鹿兒島市立醫院用車
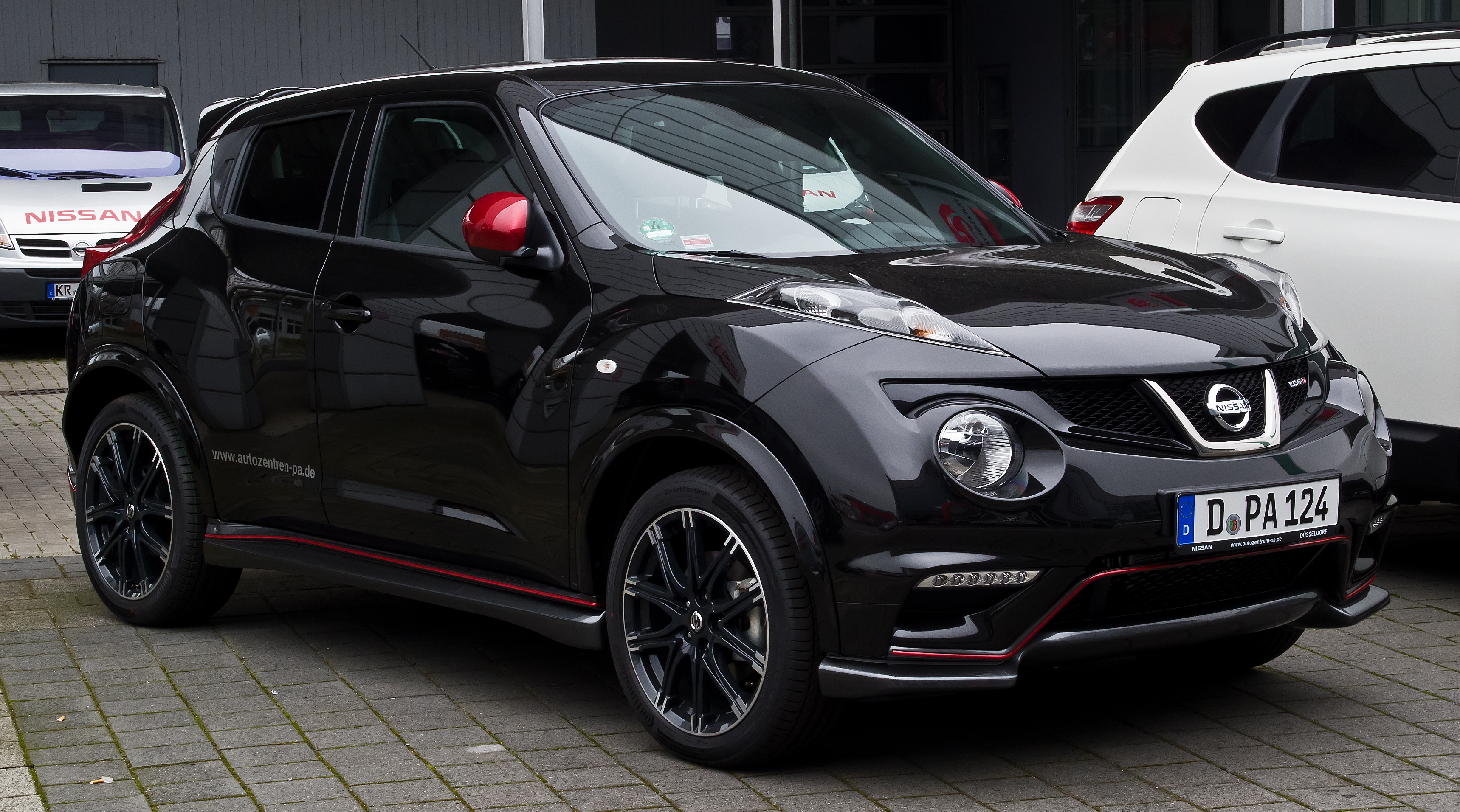
攝於德國的Juke Nismo
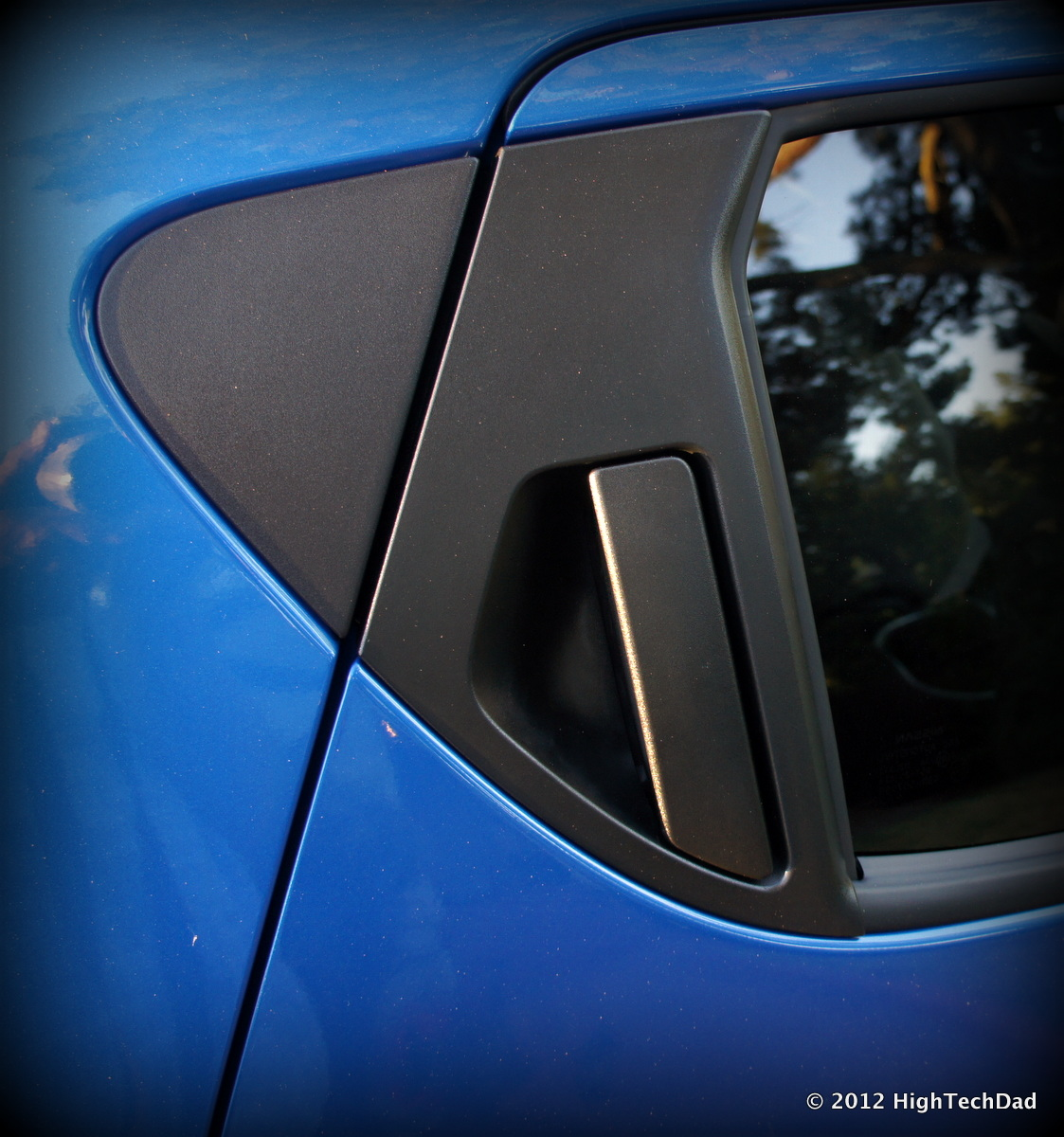
後門手把巧妙地與C柱合一
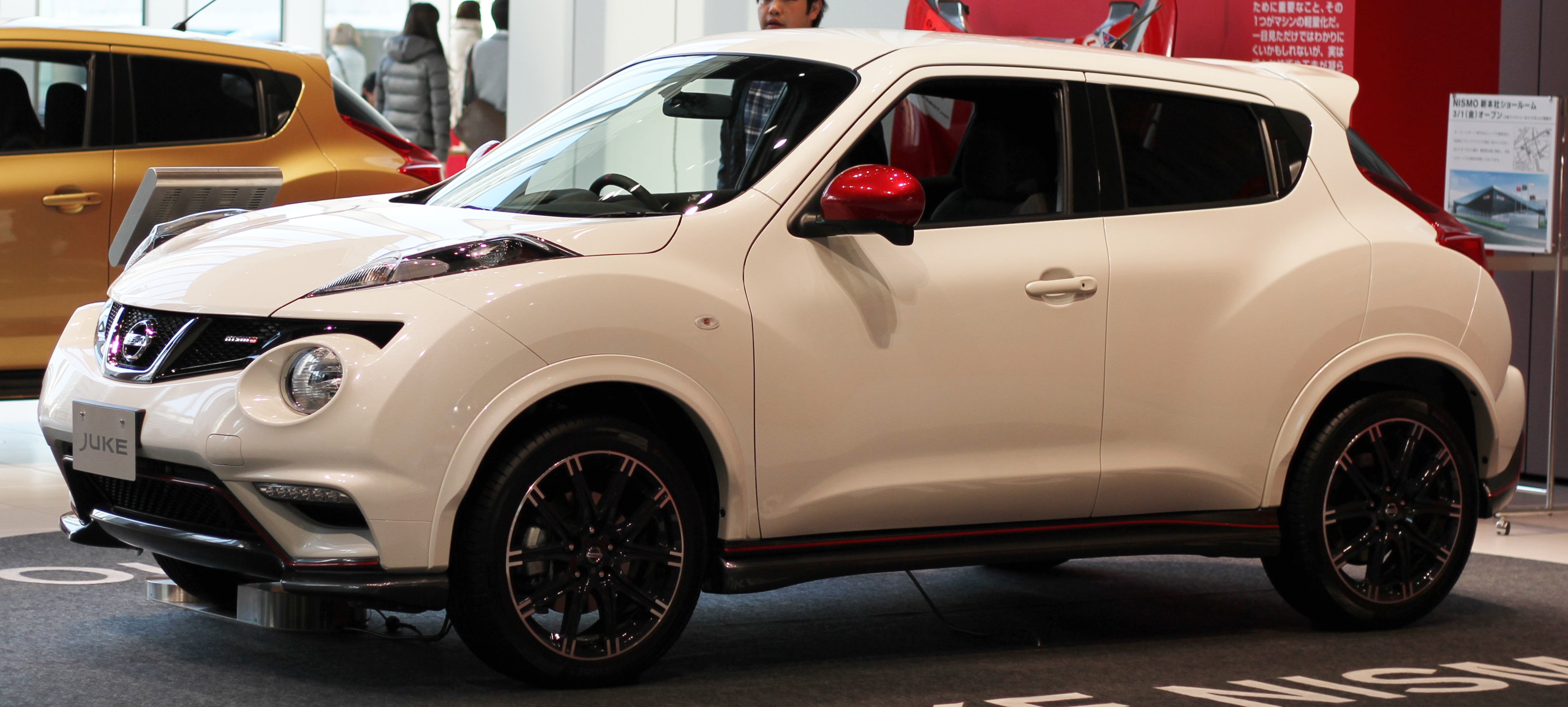
Juke Nismo車側
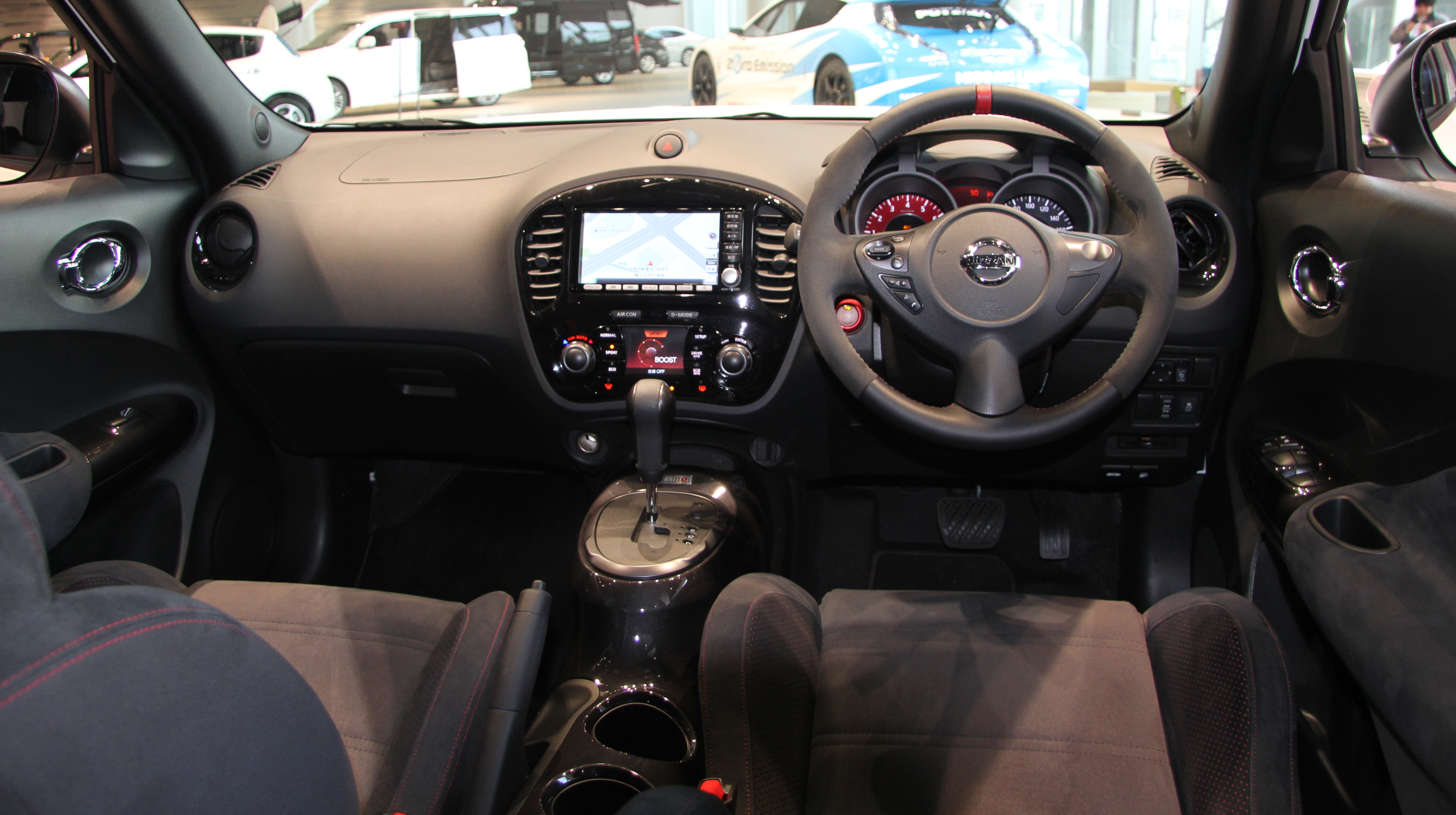
Juke Nismo內裝
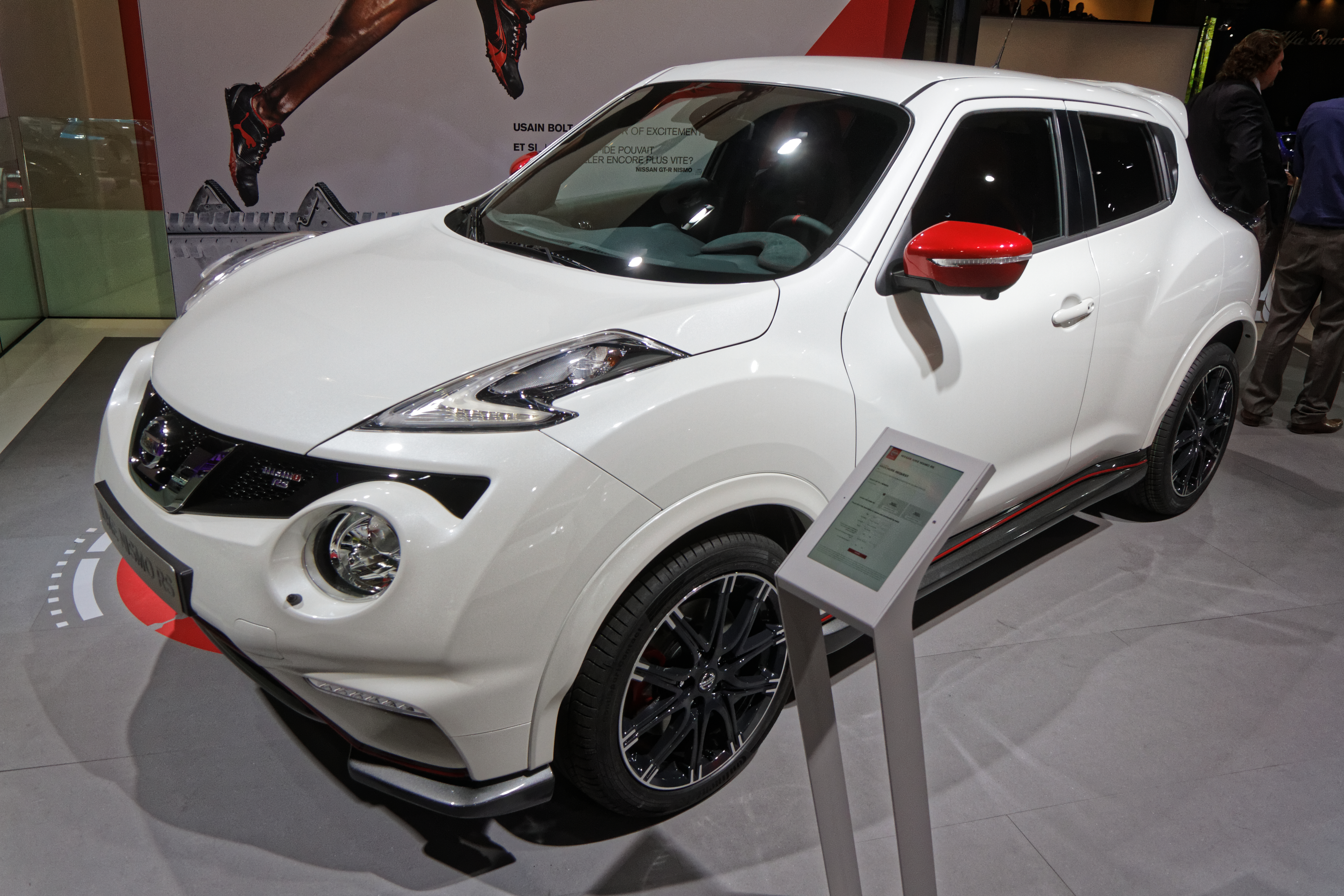
Nismo RS
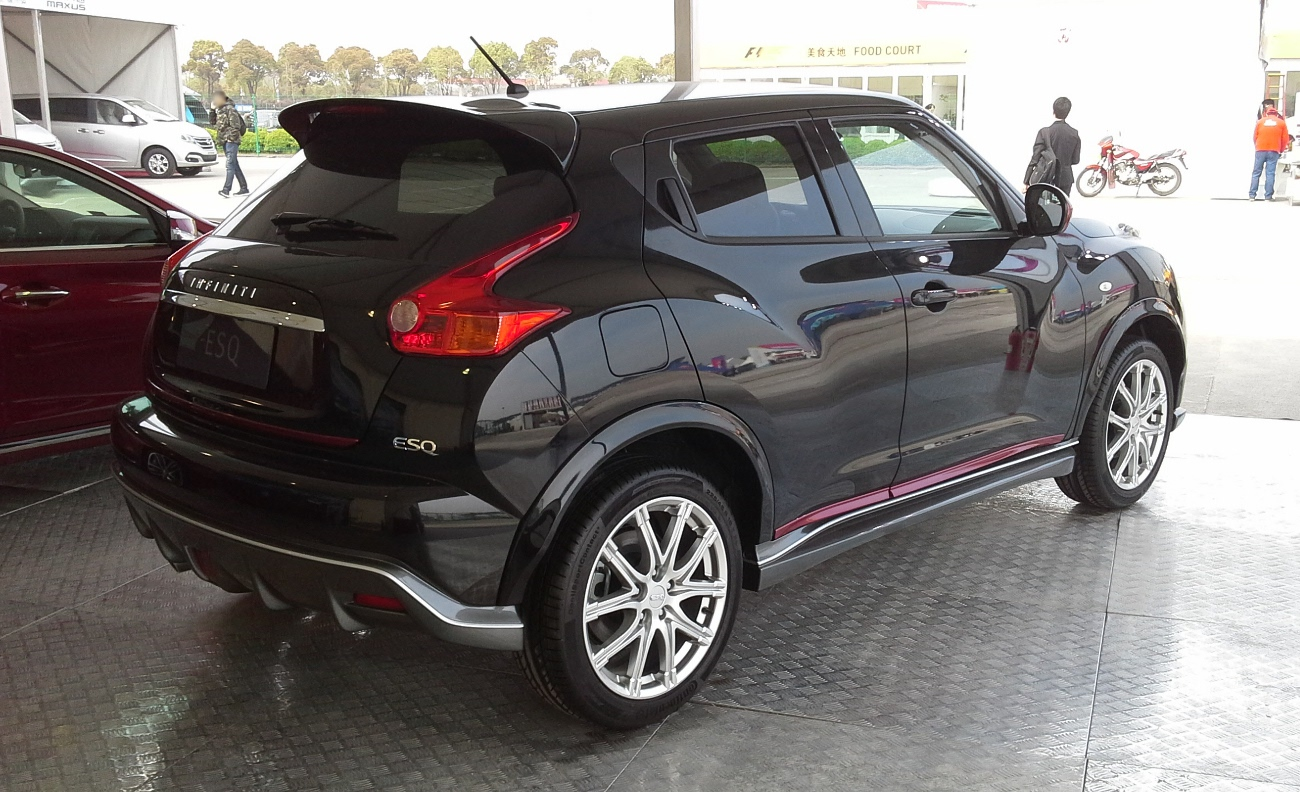
英菲尼迪ESQ車尾
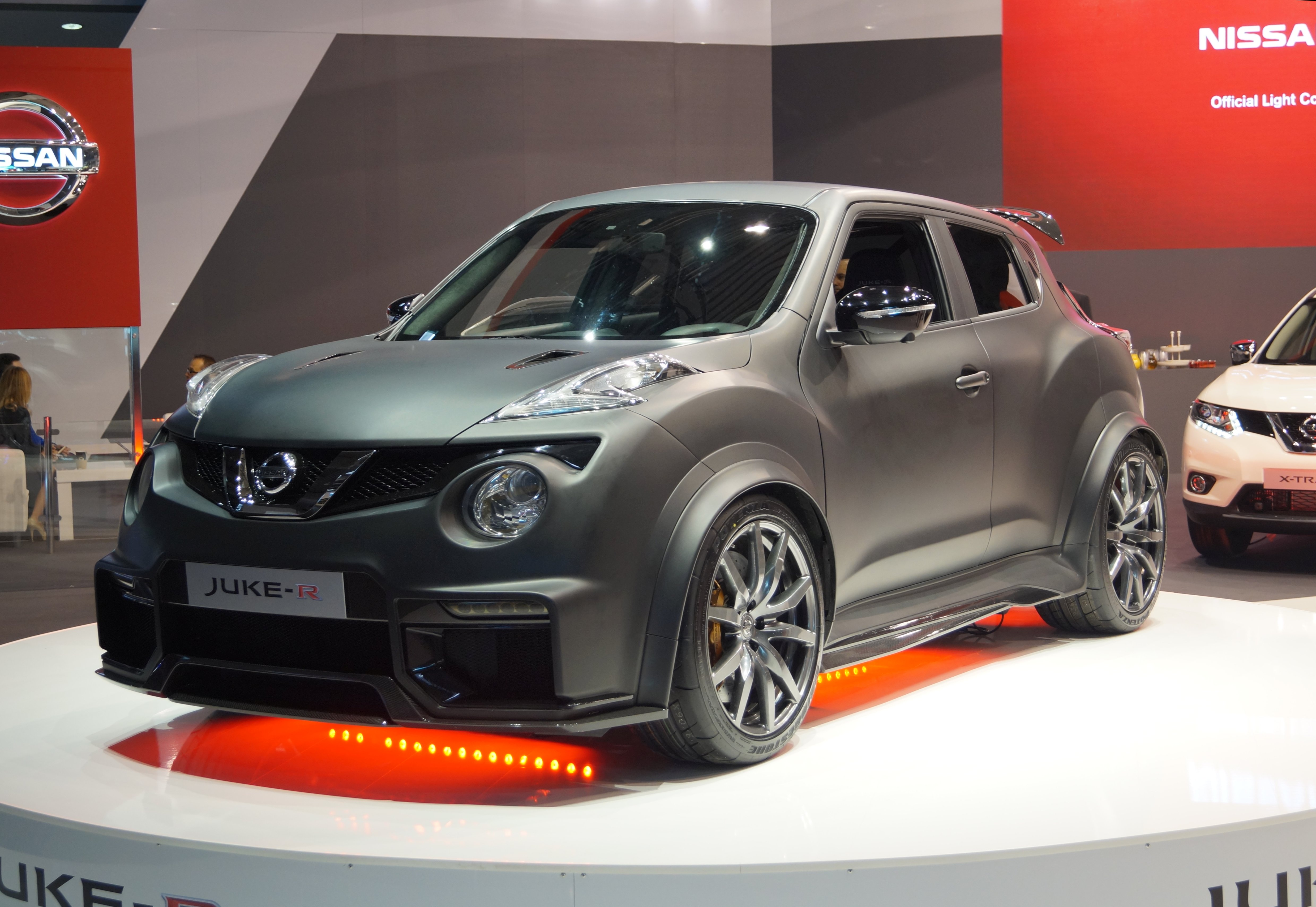
Juke-R 2.0

### 第二代（代号F16，2019年至今）
第二代Juke於2019年9月3日在倫敦、巴黎、米蘭、巴塞隆那和科隆同步發表。

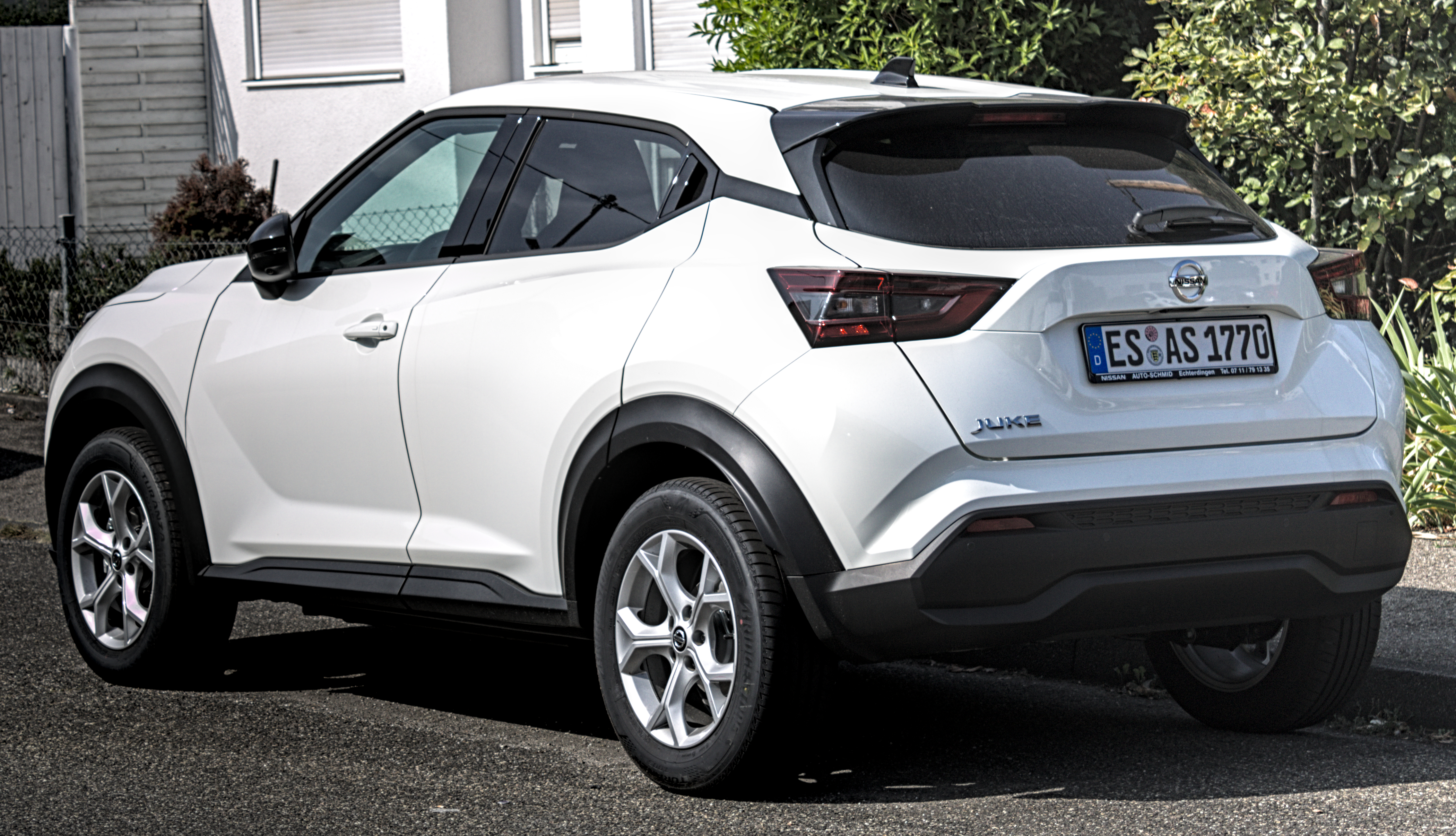
車尾
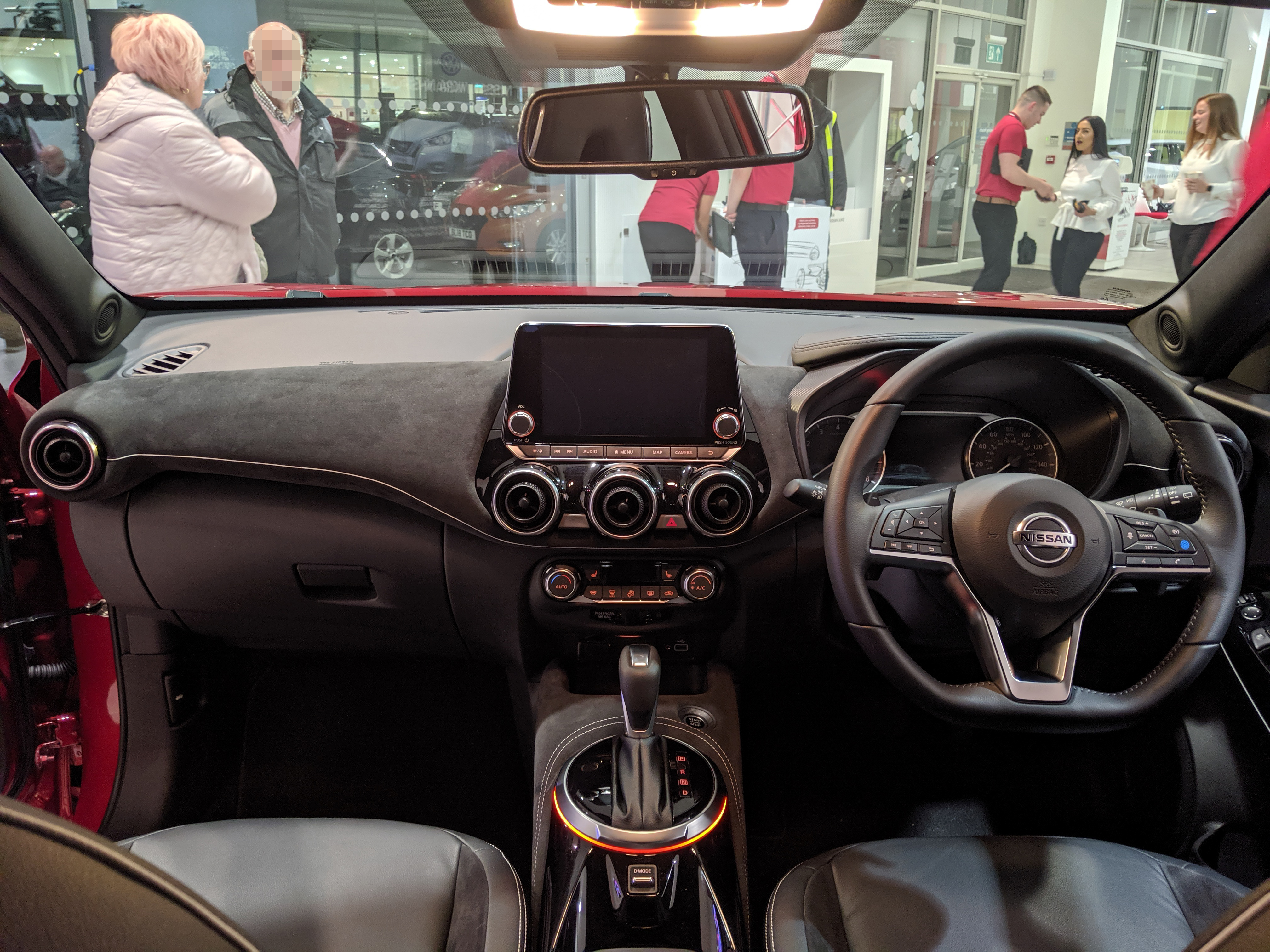
內裝
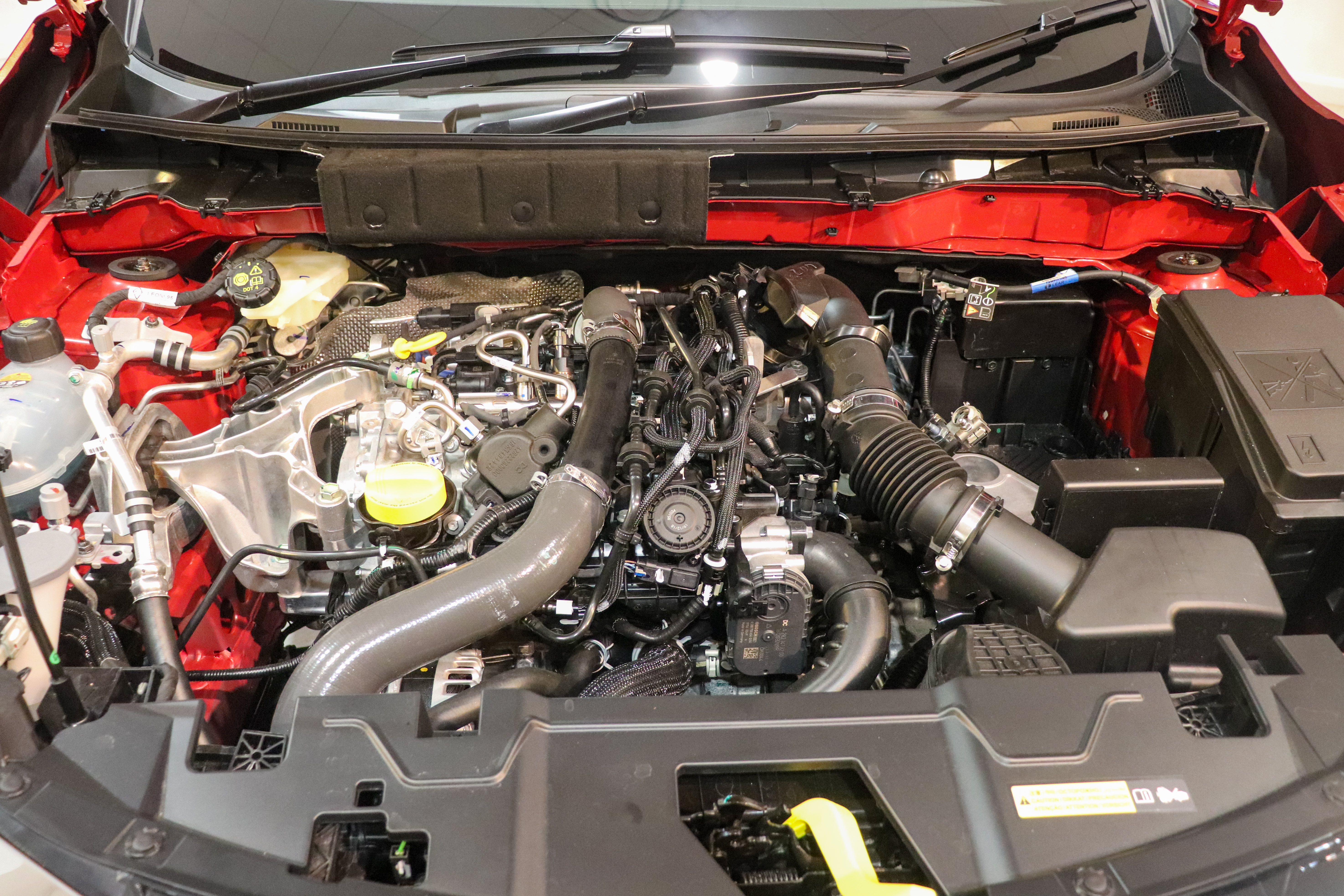
HR10DDT引擎

## 內部連結
- 日產Qashqai
- 馬自達CX-3
- 速霸陸XV
- 雙龍Tivoli（英语：SsangYong Tivoli）

## 外部連結
- 臺灣官方網站 （页面存档备份，存于）
- 英菲尼迪ESQ官方網站 （页面存档备份，存于）
- （英文）英國官方網站 （页面存档备份，存于）
- （日語）日本官方網站 （页面存档备份，存于）